# Pericarditis
Pericarditis is een ontsteking van het hartzakje (pericard).

## Oorzaken
Pericarditis kent verschillende mogelijke oorzaken, ieder met een eigen behandeling.
1. viraal: komt het meest in de praktijk voor, meestal onschuldig en vanzelf genezend.
2. bacterieel
3. maligne: pericarditis carcinomatosa.
4. als gevolg van een hartinfarct
5. na een hartoperatie waarbij het pericard is geopend.
6. auto-immuun (bijvoorbeeld bij SLE en reumatoïde artritis)

## Symptomen
Verschijnselen bij een pericarditis kunnen zijn: pijn op de borst, retrosternaal en uitstralend naar de nek, wordt minder bij zitten en vooroverbuigen en erger bij liggen, kortademigheid, onbestemd gevoel van angst, enkeloedeem, een lage bloeddruk (hypotensie), koorts en er is frictie te horen bij auscultatie.
Op een ECG kunnen karakteristieke afwijkingen gezien worden (ST-elevatie, PR-depressie, maar geen Q-waves) en soms is op een röntgenfoto een vergroting van het hart zichtbaar.
Bij echografisch onderzoek van het hart wordt vaak vocht in het hartzakje gezien.
Een gevreesde complicatie is dat er door de ontsteking zoveel vocht in het hartzakje komt dat het hart zich bij het ontspannen niet meer met bloed kan vullen: de harttamponnade. Dit kan levensbedreigend zijn. In sommige gevallen kan het pericard door de ontsteking als het ware krimpen, wat eveneens de pompwerking belemmert. Men spreekt dan over een pericarditis constrictiva.

## Behandeling
Absolute rust is noodzakelijk. Verdere behandeling is afhankelijk van de oorzaak en kan bestaan uit ontstekingsremmende middelen (NSAID's of steroïden) of antibiotica. Indien sprake is van instroombelemmering van het hart waardoor de pompfunctie van het hart belemmerd wordt kan via een punctie vocht uit het hartzakje worden afgetapt. Bij een pericarditis constrictiva is vaak een operatieve ingreep noodzakelijk.